# Bonifacio de Montferrato
Bonifacio de Montferrato (en piamontés Bonifass ëd Monfrà, en italiano: Bonifacio I del Monferrato, en griego: Βονιφάτιος ο Μομφερατικός, trans. Vonifatios Momferratikos; 1150-4 de septiembre de 1207) fue marqués de Montferrato desde 1191 hasta su muerte en 1207. Era el tercer hijo de Guillermo V de Montferrato y Judit de Babenberg, nacido después del regreso de su padre de la Segunda Cruzada. Sus hermanos mayores fueron Guillermo de Montferrato, conde de Jaffa y Ascalón y Conrado de Jerusalén, al que sucedió como Bonifacio I en 1191.
Entre 1191 y 1193 combatió en el bando de los emperadores Federico I Barbarroja y Enrique VI de Alemania contra la Liga Lombarda y en 1194 contra Sicilia. En 1201 fue elegido en Soissons jefe de la Cuarta Cruzada, que terminó con la captura y el saqueo de Constantinopla en 1204.
Después de la conquista, Bonifacio aprovechó la fama de su familia en la región para conseguir ser propuesto como emperador del nuevo Imperio Latino, pero perdió la elección ante Balduino de Flandes, que se convertiría en el primer emperador latino. Fundó el Reino de Tesalónica y se enfrentó a continuas amenazas del Imperio búlgaro en el norte, contra las que se alió con el emperador Enrique I de Constantinopla. Murió durante un enfrentamiento con los búlgaros el 4 de septiembre de 1207.

## Biografía

### Primeros años
Bonifacio aparece descrito en su juventud, a finales de la década de 1170, en la famosa Carta Épica, «Valen marques, senher de Monferrat», por su buen amigo en la corte, el trovador Raimbaut de Vaqueiras. Esta carta incluye el rescate de la heredera Jacobina de Ventimiglia de manos de su tío el conde Otón, que tenía la intención de apoderarse de su heredad y la había enviado a Cerdeña. Tras rescatarla, arregló un matrimonio para ella. Después, cuando Alberto Malaspina (esposo de una de sus hermanas) secuestró a Saldina de Mar, hija de una prominente familia genovesa, Conrado la rescató y se la devolvió a su amante, Ponset d'Aguilar. Como el resto de la familia había hecho antes que él, apoyó a su primo Federico I Barbarroja en sus guerras contra las ciudades independientes de la Liga Lombarda.
Su hermano mayor, Guillermo, había fallecido en 1177, poco después de casarse con la princesa Sibilla, heredera del reino de Jerusalén. En 1179, el emperador bizantino Manuel I Comneno ofreció a su hija María en matrimonio a uno de los hijos de Guillermo V de Montferrato, pero tanto Conrado como Bonifacio estaban casados y Federico era obispo, por lo que la princesa se casó con el hermano menor, Rainiero, que sería asesinado tres años después durante la usurpación de Andrónico I Comneno.
En 1183, su sobrino, Balduino V, fue coronado como rey de Jerusalén. Guillermo V marchó allí para ayudar a su nieto, dejando Montferrato a cargo de sus hijos. Sin embargo, en 1187 Conrado siguió los pasos de su padre, ya que le ofrecieron casarse con Teodora, la hija del emperador Isaac II Ángelo, para renovar la alianza de la familia con Bizancio. En ese momento Bonifacio estaba casado por segunda vez, mientras que Conrado había enviudado recientemente.
En 1189, Bonifacio dirigió el consejo de regencia de Tomás I, hijo de su primo Humberto III de Saboya, hasta que el chico fue mayor de edad dos años más tarde. En 1191, después de que el emperador Enrique VI le concediese el condado de Incisa, estalló una guerra de quince años contra las ciudades vecinas de Asti y Alessandria. Bonifacio creó la Liga de Cremona, mientras que las dos ciudades crearon la Liga de Milán. Bonifacio las derrotó en Montiglio en junio de ese año, pero la guerra no marchaba bien para los intereses de su familia. En Quarto, él y Vaqueiras salvaron a su cuñado Alberto Malaspina cuando lo derribaron del caballo. La primera fase de la guerra acabó con una tregua en abril de 1193. En ese momento, ya era el marqués titular de Montferrato, después de que murieran su padre y hermano Conrado.

### Marqués de Montferrato

Localización del Marquesado de Montferrato.

En junio de 1194, fue elegido como uno de los líderes de la expedición de Enrique VI contra Nápoles. En Mesina, en medio de la lucha entre las flotas de Génova y de Pisa, Vaqueiras protegió a su señor con su propio escudo, lo que le sirvió para que lo nombrase caballero ese año, tras la victoria en la campaña con la coronación de Enrique en Palermo. En octubre de 1197, finalizó la tregua con Asti. Bonifacio firmó una alianza con Acqui Terme en junio de 1198. Hubo numerosas escaramuzas, incluyendo las tomas de Ricaldone y Cassine, pero en 1199 estaba claro que habían perdido la guerra y comenzó a negociar la paz.
Pese a las guerras, durante las décadas de 1180 y 1190, presidió una de las cortes más prestigiosas de cultura caballeresca y canciones de trovadores. En el siglo XII, el idioma piamontés (que en la actualidad presenta muchas influencias francesas e italianas) era prácticamente indistinguible del idioma occitano hablado en el Sur de Francia y Cataluña. Además de Vaqueiras, visitaron la corte famosos trovadores como Peire Vidal, Gaucelm Faidit y Arnaut de Mareuil. Su patronazgo fue muy celebrado; incluso Gaucelm le llamaba Mon Thesaur («Mi Tesoro»). Curiosamente, en algunas ocasiones Vaqueiras se refería a Bonifacio como N'Engles («Señor inglés»), pero nunca se ha podido explicar el significado de esta broma. Su hermana Azalaïs, marquesa de Saluzzo, también era muy aficionada a la cultura trovadoresca y fue mencionada ampliamente por Vidal.

### Participación en la cuarta cruzada

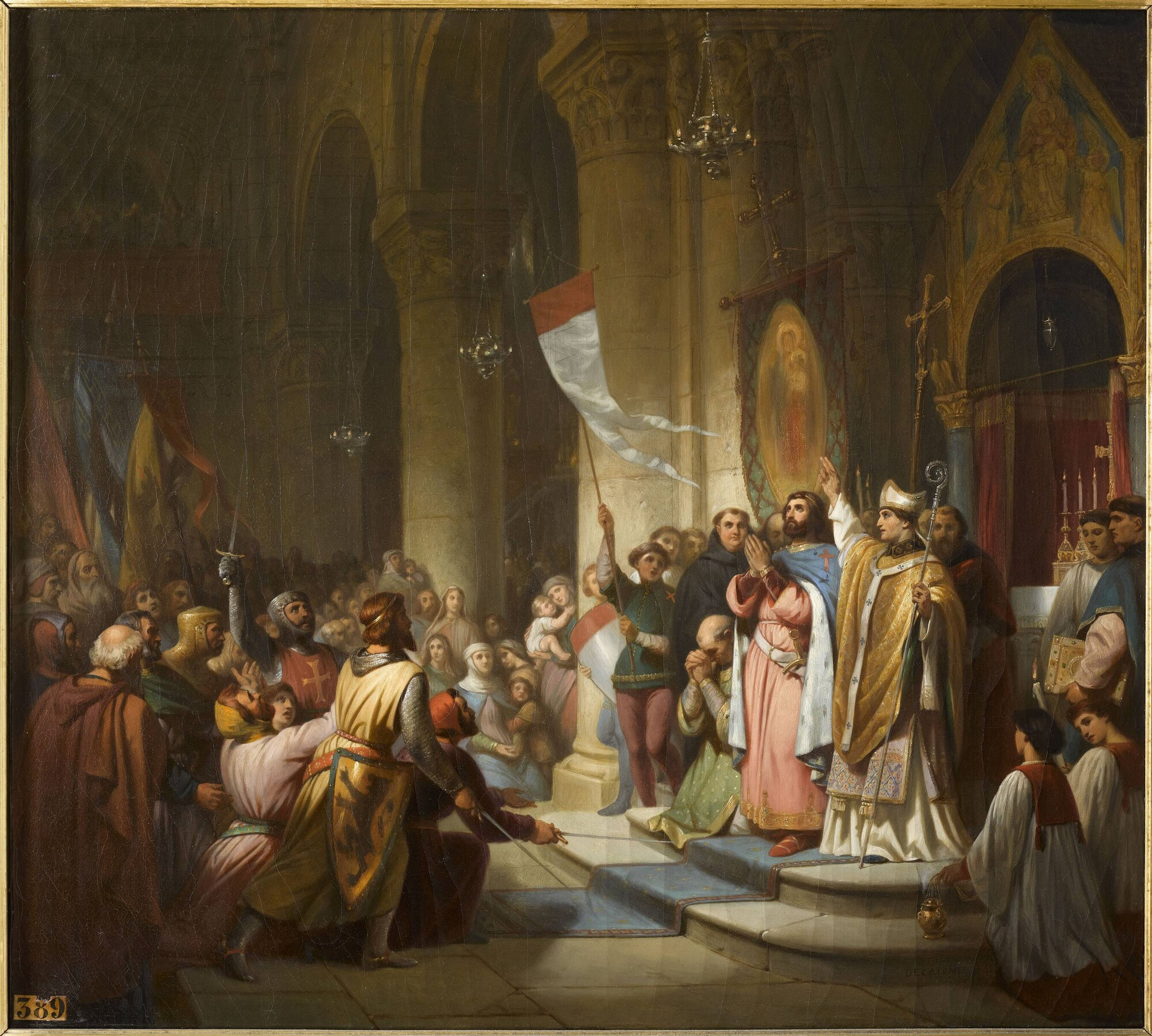
Bonifacio es elegido líder de la cuarta cruzada en Soissons, 1201: óleo pintado por Henri Decaisne hacia 1740, Salles des Croisades, Palacio de Versalles.

Cuando el caudillos original de la cuarta cruzada, el conde Teobaldo III de Champaña, murió en 1201, Bonifacio fue elegido como nuevo líder. Como soldado reputado, se trataba de una oportunidad única para recuperar el honor de su familia, que era muy conocida en Oriente; su sobrino Balduino y su hermano Conrado habían sido reyes de Jerusalén y su sobrina María era la heredera del reino.
Su primo Felipe de Suabia estaba casado con Irene Angelina, hija del desposeído emperador bizantino Isaac II Ángelo y sobrina de la segunda esposa de Conrado, Teodora. Durante el invierno de 1201 pasó las Navidades con Felipe en Hagenau, donde se encontraron con Alejo, hijo de Isaac II, que había escapado de la custodia de su tío Alejo III Ángelo. Los tres discutieron la posibilidad de organizar un ejército cruzado para restituirlo en el trono. Bonifacio y Alejo viajaron de forma separada a Roma para pedir al papa Inocencio III su bendición para la empresa. Sin embargo, el papa advirtió especialmente a Bonifacio de la posibilidad de atacar a ningún cristiano, incluyendo a los bizantinos.
El ejército cruzado estaba en deuda con Venecia, que iba a poner su flota a su disposición para transportarlo al este. El dux veneciano ordenó atacar las ciudades rebeldes de Trieste, Moglia y Zara y las sometió antes de zarpar hacia El Cairo. El dux, Enrico Dandolo, era el nuevo jefe de la cruzada, y Bonifacio pasó a ser una mera figura visible.
Alejo prometió riquezas y títulos a los cruzados y a su principal financiador, el dux veneciano, si conseguía ser restituido en el trono. El papa se encolerizó al enterarse de los ataques de un ejército cruzado contra ciudades cristianas. Dandolo aplacó la ira del papa haciendo prometer a Alejo que haría que la Iglesia ortodoxa aceptase el poder de Roma. Hecho esto, la flota pudo zarpar hacia Constantinopla en 1203.
La ciudad cayó en manos de los cruzados el 17 de julio de 1203 y el emperador Alejo III huyó. El antiguo emperador Isaac II fue restaurado con Alejo IV y coronado como coemperador el 1 de agosto de 1203. Incapaz de cumplir los pagos prometidos a los cruzados, ya que Alejo III había saqueado las arcas del Estado, Alejo anunció nuevos impuestos y confiscó grandes cantidades del tesoro eclesiástico, que fue fundido. Una rebelión antilatina estalló en Constantinopla y la multitud eligió a Nicolás Kanabos como emperador. No obstante, éste se negó a aceptar el honor y fue Alejo Murzuflo, cuando invadió el palacio, el que fue investido emperador, quien posteriormente encarcelaría y estrangularía a Alejo IV. Los cruzados se apoderaron de Constantinopla el 13 de abril de 1204, masacrando a gran parte de la población. Durante los combates y el saqueo, Bonifacio ocupó el Palacio de Bucoleón, donde salvó las vidas de las emperatrices viudas Margarita (María) e Inés (Ana), que era hermana del rey de Francia.
El historiador bizantino Nicetas Choniates, que fue testigo de la caída de Constantinopla, escribió a Bonifacio de Montferrato:

«Vosotros, que os decís más piadosos, más justos, más obedientes de Jesús que nosotros, los griegos; vosotros, que habéis tomado Su Cruz sobre vuestros hombros, que habéis prometido por Su Nombre y por la palabra de Dios atravesar los países cristianos sin derramar sangre; vosotros que habéis hecho votos de no bañar vuestras espadas más que en sangre sarracena, que habéis jurado conquistar Jerusalén y respetar a las mujeres en vuestra condición de soldados al servicio de Dios, ¡no sois más que unos vanidosos!». «Pues mientras aspiráis al Santo Sepulcro, descargáis vuestro furor contra cristianos; mientras lleváis la Cruz, la arrojáis al lodo por un puñado de oro o plata. ¡Atesoráis perlas pero pisoteáis la perla más preciada: Jesucristo!». «Los musulmanes trataron con más moderación y humanidad a la Jerusalén conquistada; no violaron mujeres, no cubrieron de cadáveres la tumba de Cristo. Por unas pocas monedas dejaron a cada uno rescatar su cabeza, sus propiedades, su libertad; no descargaron su furor sobre las espadas, los incendios, los saqueos y el hambre, como vosotros, que os llamáis cristianos».
Nicetas Choniates

### Rey de Tesalónica
Tras la exitosa conquista de Constantinopla, los «latinos» debían erigir un nuevo Estado basado en las estructuras feudales de sus patrias en la Europa occidental. Para ello decidieron elegir a un emperador de entre sus filas, que estaría al frente del nuevo «Imperio Latino de Constantinopla». Como jefe de la cruzada, Bonifacio se presentó inmediatamente a la elección. Pero fue superado por el dogo de Venecia Enrico Dandolo, que aseguró el nombramiento de Balduino IX conde de Flandes. En las elecciones especialmente, la voz de los venecianos fue el factor decisivo que decidió establecer a Balduino como emperador, ya que Bonifacio tenía muy buenas relaciones en Bizancio y por lo tanto podría actuar independientemente a los intereses de la «Serenissima». Además se había casado, poco después de la conquista, con la emperatriz viuda Margarita (María), fortaleciendo así su posición frente a los griegos y también con su suegro, el rey Bela III de Hungría, ganando así un potencial aliado. En las elecciones solo los dos lombardos del comité de doce miembros votaron en favor de Bonifacio.
El emperador Balduino I trató de evitar una inminente división de los latinos ofreciendo a Bonifacio en feudo la mayor parte del Asia Menor occidental y Grecia, ambas todavía por conquistar, lo que le habría convertido en el vasallo más rico del Imperio. Sin embargo, Bonifacio rechazó la oferta, reclamando en cambio la proclamación de rey de Tesalónica, también como vasallo del Imperio. Se sentía legitimado para dar este paso, ya que su hermano menor Rainiero había recibido del emperador Manuel I Comneno el «Reino de Tesalónica». Lo más probable, sin embargo, es que su hermano recibiera del emperador solo una pronoia.
En el otoño de 1204 Tesalónica fue conquistada por el emperador Balduino, mientras que Bonifacio se apoderaba de Demotika y luego puso sitio a Adrianópolis. Por orden del emperador tuvo que romper el asedio, lo que llevó a una temporal ruptura entre los dos, que se dio por terminada después de la transferencia de Tesalónica a Bonifacio por el emperador. Incluso llegó a un acuerdo con los venecianos bajo Enrico Dandolo al vender su interés en Creta, que había recibido de Alejo IV.
Posteriormente se unieron a Bonifacio algunos seguidores como Otón de la Roche, Guillermo de Champlitte, Jacques d'Avesnes, Oberto II de Biandrate, Guido Pallavicini, Bertoldo de Katzenelnbogen y Godofredo de Villehardouin (el sobrino del historiador Godofredo de Villehardouin) hacia Grecia, donde los griegos de León Sgouros mantenían resistencia. Mientras Jacques d'Avesnes estaba atacando Corinto, Bonifacio sitió la fortaleza de Nauplia.
Durante este tiempo fundó los señoríos de Tebas-Atenas y Negroponte, el principado de Acaya y el marquesado de Bodonitsa como feudos de su reino. Paralelamente a estos acontecimientos, los búlgaros del zar Kaloyan estaban en Tracia haciendo frente a la ofensiva latina y conquistando varias ciudades, entre ellas Adrianópolis. En un intento por reconquistar la ciudad, el emperador Balduino fue derrotado en la desastrosa batalla de Adrianópolis el 14 de abril de 1205 y cayó prisionero de los búlgaros.
Durante estos acontecimientos el hermano del emperador, Enrique, continuó la lucha contra los búlgaros y la llevó hasta los territorios de Bonifacio en Tesalónica. Bonifacio construyó nuevamente el castillo de Serres después que fuera destruido en septiembre de 1205 por los búlgaros. Posteriormente tuvo la región de Filipos bajo su control. El regente Enrique fue coronado en agosto de 1206 como el nuevo emperador cuando se supo de la muerte de Balduino. Bonifacio fortaleció su relación con el nuevo emperador en la primavera de 1207 mediante el matrimonio de su hija Inés. En el otoño de ese año se reunió con el emperador en Cipsela de Adrianópolis e hizo homenaje a su señor feudal.

### Muerte
En el camino de regreso por Mosinópolis, Bonifacio saqueó el monasterio de Kardzhali y después cayó en una emboscada tendida por los búlgaros. Luego de haber sido herido por una flecha en el brazo durante la batalla, los búlgaros lo hicieron prisionero, le decapitaron y enviaron la cabeza como un trofeo al zar búlgaro Kaloján. La muerte de Bonifacio de Montferrato fue considerada por su amigo Godofredo de Villehardouin como una de las más graves pérdidas, que los latinos tuvieron que sufrir en el oriente griego.
Su leal amigo Raimbaut de Vaqueiras, que le había acompañado a la aventura oriental, probablemente murió con él, ya que es significativo que no compusiese ningún «lamento» por su muerte. El trovador Elías Cairel hace duelo por el marqués en su sirventes «Pois chai la fuoilla del garric».
El Reino de Tesalónica pasó a su esposa Margarita y su hijo Demetrio. El dominio latino sobre Tesalónica duró poco, ya que fue conquistado en 1224 por el déspota de Epiro, Teodoro Comneno Ducas.

## Matrimonios y descendencia
Bonifacio se casó por primera vez en 1170 con Helena de Bosco. Tuvieron tres hijos:
- Guillermo VI, su sucesor.
- Beatriz, que fue la segunda de las tres esposas de Enrique II de Carretto, marqués de Savona.
- Inés (fallecida en 1207), casada con el emperador latino Enrique de Flandes en 1204.

En 1197 se vuelve a casar, esta vez con una de las hijas del conde Humberto III de Saboya, Leonor de Saboya (1167-1204).
En 1204, en Constantinopla, se casó con Margarita, hija del rey Bela III de Hungría. Margarita era viuda del emperador Isaac II Ángelo. Tuvieron un hijo:
- Demetrio (Tesalónica, 1205 - Amalfi, 1230), rey de Tesalónica.

## Ancestros
| Predecesor: Conrado               | Marqués de Montferrato 1191-1207 | Sucesor: Guillermo VI |
| Predecesor: Nuevo establecimiento | Rey de Tesalónica 1204-1207      | Sucesor: Demetrio     |